# Kleine Brüder Jesu
Die Gemeinschaft der Kleinen Brüder Jesu (französisch: Petits frères de Jésus, Ordenskürzel: PFJ/PFI) ist eine römisch-katholische Ordensgemeinschaft in der Geistlichen Familie Charles de Foucaulds.

## Entstehung
Die Gemeinschaft entstand 1933 in Algerien in der Sahara, wohin sich ihr Gründer René Voillaume mit einigen Gefährten zu einem Leben nach dem Vorbild des Charles de Foucauld zurückzog. De Foucauld hatte sich sein Leben lang eine Gemeinschaft gewünscht, aber keine Gründung zustande gebracht. Voillaume, der ihn persönlich gekannt hatte, griff diesen Wunsch auf und begann mit einem schlichten Gemeinschaftsleben kontemplativ mitten in der Welt. In monastischer Abgeschiedenheit lebten die Brüder, bis sie nach dem Zweiten Weltkrieg kleine Wohn- und Lebensgemeinschaften von zwei bis drei Brüdern einrichteten. Seit 1968 kirchlich anerkannt, breitete sich die Gemeinschaft über die ganze Welt aus, sodass heute etwa 250 Brüder in 40 Ländern leben. Sie sind eng mit den Kleinen Schwestern Jesu verbunden, die wenige Jahre später 1946 entstanden und heute ebenfalls international verbreitet sind.

## Ausbildung
Die Kleinen Brüder stehen in der Tradition der kontemplativen Orden und leben zugleich mitten in der Welt, „im Herzen der Masse“ (Voillaume). Der Ort ihres kontemplativen Ordenslebens ist – dem Beispiel Jesu von Nazaret folgend – mitten unter den Menschen. In jeder Fraternität befindet sich eine kleine Kapelle. Die regelmäßige Feier der Eucharistie ist ein zentraler Punkt im Leben. Aus diesem Grunde sind einige Brüder Priester. Durch diesen Dienst unterscheidet sich ihr Ordensleben nicht von dem der anderen Brüder. In regelmäßigen Abständen zieht sich jeder Bruder zum Gebet zurück in eine Einsiedelei.
Interessenten können nach genügendem Kennenlernen eine Zeit (meist ein bis zwei Jahre) in einer Fraternität mitleben und, einer Arbeit nachgehend, das Leben der Brüder teilen. Nach diesem Postulat, in dem die Entscheidung über den weiteren Weg reift, beginnt das gemeinsame Noviziat. Es dauert ein Jahr. Nach einem weiteren Jahr normalen Fraternitätslebens können die ersten Gelübde abgelegt werden. Vier Jahre darauf ist für alle Brüder ein mehrjähriges Theologiestudium vorgesehen. Sechs bis neun Jahre nach den ersten Gelübden erfolgt die endgültige Bindung durch die ewigen Gelübde.
Im deutschsprachigen Raum gibt es Gemeinschaften der Kleinen Brüder in Hamburg, Duisburg, Nürnberg, Zürich, St. Pölten und in Wien.

## Brüder im Martyrologium Germanicum
Im Martyrologium Germanicum, dem Verzeichnis der Menschen, die im 20. Jahrhundert in Deutschland für Christus das Leben hingegeben haben, sind aus der Ordensgemeinschaft die Missionare Bernhard Ignatius Sarnes (* 30. Januar 1936 in Haldenau, Oberschlesien) und Heinz Eberlein (* 18. Juni 1935 in Wingendorf, heute ein Stadtteil von Kirchen) aufgenommen. Sie wurden bei den Kämpfen nach der Unabhängigkeitserklärung Belgisch-Kongos am 26. November 1964 bei Mambasa (Demokratische Republik Kongo) von Rebellen ermordet.